# Laccornis schusteri
Laccornis schusteri là một loài bọ cánh cứng trong họ Bọ nước. Loài này được Wolfe & Spangler miêu tả khoa học năm 1985.